# Nhất phó Nhị chủ
Nhất phó Nhị chủ là phim truyền hình thuộc thể loại tình cảm thành thị của Trung Quốc đại lục, do Lưu Tiến làm đạo diễn và Trần Đồng biên kịch, gồm các diễn viên Trương Gia Dịch, Diêm Ni, Giang Sơ Ảnh, Quan Hiểu Đồng, Chu Duệ, Vưu Dũng, Tôn Hạo, Cơ Tha diễn chính và Hải Thanh, Trương Dịch xuất hiện dưới vai trò khách mời .
Phim khởi quay từ tháng 6 năm 2013, và phát sóng trên Dragon TV, Thẩm Quyến TV, Sơn Đông TV, Thiểm Tây TV từ ngày 19 tháng 3 năm 2014. Tại Việt Nam, phim được thuyết minh với tên gọi Hạnh phúc thân yêu lúc 13:10 (hoặc 13:14) trưa các ngày trong tuần (từ thứ 2 đến chủ nhật) trên VTV1, bắt đầu từ ngày 6 tháng 2 và kết thúc vào ngày 20 tháng 3 năm 2022.

## Phát sóng
| Kênh                                                        | Quốc gia / Lãnh thổ | Ngày                 | Thời gian                                                                                | Ghi chú                              |
| ----------------------------------------------------------- | ------------------- | -------------------- | ---------------------------------------------------------------------------------------- | ------------------------------------ |
| Truyền hình Rồng Thượng Hải, Thẩm Quyến Sơn Đông, Thiểm Tây | Trung Quốc          | 19 tháng 3 năm 2014  | 19:30                                                                                    |                                      |
| Đài Truyền hình Phượng Hoàng                                | Pháp · Úc · Hoa Kỳ  | 8 tháng 5 năm 2014   | 14:00 Thứ hai đến Thứ sáu,， 22:05 phát lại                                              |                                      |
| Talentvision                                                | Canada              | 18 tháng 10 năm 2014 | Thứ hai đến Thứ sáu Vancouver 10:00, 15:30 21:00, 2:00; Toronto 22:00 18:30, 00:00, 5:00 |                                      |
| Astro AEC Astro AEC HD                                      | Malaysia            | 28 tháng 10 năm 2014 | Thứ hai đến Thứ sáu 19:00                                                                | 17 tháng 11 Astro AEC HD đồng bộ hóa |
| VTV1                                                        | Việt Nam            | 6 tháng 2 năm 2022   | 13:10 13:14                                                                              |                                      |

## Nội dung
Dương Thụ chịu cảnh gà trống nuôi con ở tuổi trung niên. Con gái Dương Thụ Miêu vừa tròn 18 tuổi, tính cách một già một trẻ đối lập khiến hai cha con thường xuyên mâu thuẫn.
Dương Thụ là tài xế của bà chủ Đường Hồng - dù giỏi giang xinh đẹp nhưng tính hay làm cao nên đến giờ vẫn độc thân. Dần dần, Đường Hồng cũng có tình cảm với con người lương thiện của Dương Thụ, nhưng thân phận của hai người trở thành bức tường chắn giữa họ.
Dưới sự tác hợp của Thụ Miêu, Dương Thụ quen biết với Cố Thanh Thanh, cũng bởi vì cô có phần giống người vợ cũ của mình nên Dương Thụ sinh lòng cảm mến. Sau khi vợ cũ trở về Trung Quốc, Dương Thụ đã trút bỏ được nỗi ám ảnh về vợ cũ. Dũng cảm đối mặt với tình yêu của mình, cuối cùng cả hai đã đến được với nhau.

## Diễn viên
| Diễn viên       | Vai                           | Miêu tả                                                                     |
| --------------- | ----------------------------- | --------------------------------------------------------------------------- |
| Trương Gia Dịch | Dương Thụ                     | Tài xế của Đường Hồng, có con gái 18 tuổi Dương Thụ Miêu                    |
| Diêm Ni         | Đường Hồng                    | Nữ giám đốc tinh anh                                                        |
| Giang Sơ Ảnh    | Cố Thanh Thanh                | Nữ công sở tươi trẻ xinh đẹp, khá giống với vợ cũ của Dương Thụ             |
| Quan Hiểu Đồng  | Dương Thụ Miêu                | Con gái Dương Thụ                                                           |
| Chu Duệ         | Lily (Tên thật Lưu Tú Lan)    | Bạn thân của Cố Thanh Thanh                                                 |
| Vưu Dũng        | Mạnh Lai Tài                  | Tổng giám đốc theo đuổi Đường Hồng                                          |
| Cơ Tha          | Lâm Tây Bắc                   | Cấp dưới Mạnh Lai Tài, bạn trai Mạnh Tiểu Ngọc, sau là chồng, chủ khách sạn |
| Tôn Hạo         | Peter (Tên thật Hà Đại Tráng) | Stylist của Đường Hồng                                                      |
| Đinh Hương Tử   | Mạnh Tiểu Ngọc                | Con gái Mạnh Lai Tài, thích Lâm Tây Bắc, gặp Thụ Miêu tại quán Bar          |
| Lý Tư Trừng     | Cao Tiểu Quân                 | Họa sĩ đường phố, bạn trai của Dương Thụ Miêu                               |
| Trương Lỗ Nhât  | Tế Kiến Quân                  | Cựu du học sinh 30 tuổi, người gần như sẽ kết hôn với Đường Hồng            |
| Hải Thanh       | chị Lam                       | Bạn của Đường Hồng                                                          |
| Vương Tình      | Lý Mỹ Lệ                      | Cấp trên của Cố Thanh Thanh                                                 |
| Phong Bách      | Chương Hạo                    | Quản lý cấp cao công ty Đường Hồng                                          |
| Diệp Thiến Vân  | Vương Dung                    | Em gái họ của Đường Hồng, bị trầm cảm                                       |
| Ngưu Bôn        | Đại gia Thu                   | Người cao tuổi trong viện dượng lão, anh em kết nghĩa của Dương Thụ         |
| Cao Phóng       | dì Quyên                      | Người cao tuổi trong viện dượng lão, đối tượng của Đại gia Thu              |
| Lỗ Viên         | dì Vương                      | Người cao tuổi trong viện dượng lão, mẹ của Dương Thụ                       |
| Phùng Quân      | bà Hoàng                      | Vợ của Đại gia Hoàng                                                        |
| Dương Thanh     | mẹ Cố                         | Mẹ của Cố Thanh Thanh                                                       |
| Vương Lan       | Thạch Huệ                     | Vợ cũ Dương Thụ, mẹ của Dương Thụ Miêu                                      |
| Trương Dịch     | Ông chủ quán thịt lừa         | Chồng của chị Lam                                                           |
| Tiểu Hiển Bằng  | Phan Thạch                    | Chồng của Vương Dung                                                        |
| Tô Tiểu Tôn     | Ti Ti                         | Bạn thân của Dương Thụ Miêu                                                 |

## Rating
| CSM33 (Bao gồm CCTV) | CSM33 (Bao gồm CCTV) | CSM33 (Bao gồm CCTV) | CSM33 (Bao gồm CCTV) | CSM33 (Bao gồm CCTV) | CSM33 (Bao gồm CCTV) | CSM33 (Bao gồm CCTV) | CSM33 (Bao gồm CCTV) | CSM33 (Bao gồm CCTV) | CSM33 (Bao gồm CCTV)                           |
| Ngày                 | Dragon TV            | Dragon TV            | Thâm Quyến           | Thâm Quyến           | Sơn Đong             | Sơn Đong             | Thiểm Tây            | Thiểm Tây            | Ghi chú                                        |
| -------------------- | -------------------- | -------------------- | -------------------- | -------------------- | -------------------- | -------------------- | -------------------- | -------------------- | ---------------------------------------------- |
|                      | Rating share%        | Hạng                 | Rating share%        | H                    | Rating share%        | Hạng                 | Rating share%        | Hạng                 | Rating share% phát sóng lần đầu cùng thời gian |
| 19 tháng 3 năm 2014  | 1.239                | 2                    | 0.612                | 11                   | Không xác định       | Không xác định       | 0.167                | 26                   | CCTV-1 Nguyên hương                            |
| 20 tháng 3 năm 2014  | 1.264                | 2                    | 0.628                | 11                   | Không xác định       | Không xác định       | 0.187                | 29                   | CCTV-1 Nguyên hương                            |
| 21 tháng 3 năm 2014  | 1.222                | 2                    | 0.533                | 14                   | 0.544                | 13                   | 0.244                | 24                   | CCTV-1 Nguyên hương                            |
| 22 tháng 3 năm 2014  | 1.131                | 1                    | 0.619                | 9                    | 0.543                | 11                   | 0.192                | 25                   |                                                |
| 23 tháng 3 năm 2014  | 1.385                | 1                    | 0.684                | 7                    | 0.541                | 14                   | 0.315                | 22                   |                                                |
| 24 tháng 3 năm 2014  | 1.409                | 1                    | 0.854                | 4                    | 0.539                | 14                   | 0.255                | 26                   |                                                |
| 25 tháng 3 năm 2014  | 1.598                | 2                    | 0.872                | 4                    | 0.662                | 10                   | 0.291                | 22                   | CCTV-1 Nguyên hương                            |
| 26 tháng 3 năm 2014  | 1.501                | 2                    | 0.92                 | 4                    | 0.607                | 10                   | 0.289                | 20                   | CCTV-1 Nguyên hương                            |
| 27 tháng 3 năm 2014  | 1.609                | 1                    | 0.944                | 5                    | 0.814                | 9                    | 0.278                | 25                   |                                                |
| 28 tháng 3 năm 2014  | 1.483                | 2                    | 0.776                | 8                    | 0.926                | 4                    | 0.339                | 22                   | CCTV-1 Nguyên hương                            |
| 29 tháng 3 năm 2014  | 1.668                | 1                    | 0.691                | 8                    | 0.859                | 5                    | 0.322                | 18                   |                                                |
| 30 tháng 3 năm 2014  | 1.652                | 1                    | 0.783                | 8                    | 0.922                | 6                    | 0.198                | 24                   |                                                |
| 31 tháng 3 năm 2014  | 1.848                | 1                    | 1.14                 | 3                    | 0.753                | 10                   | 0.331                | 21                   |                                                |
| 1 tháng 4 năm 2014   | 1.655                | 1                    | 1.122                | 4                    | 0.873                | 9                    | 0.365                | 19                   |                                                |
| 2 tháng 4 năm 2014   | 1.734                | 1                    | 1.146                | 4                    | 0.822                | 7                    | 0.317                | 21                   |                                                |
| 3 tháng 4 năm 2014   | 1.711                | 1                    | 1.026                | 6                    | 1.01                 | 7                    | 0.376                | 18                   |                                                |
| Rating trung bình    | 1.507                | 1                    | 0.834                | 7                    | 0.744                | 9                    | 0.279                | 23                   |                                                |

## Giải thưởng
| Năm  | Lễ trao giải                                                                | Hạng mục                                                         | Người được để cử | Kết quả   | Ghi chú |
| ---- | --------------------------------------------------------------------------- | ---------------------------------------------------------------- | ---------------- | --------- | ------- |
| 2015 | Hoa Đỉnh                                                                    | Phim truyền hình được khán giả yêu thích                         | Nhất phó nhị chủ | 4         | [ 3 ]   |
| 2015 | Hoa Đỉnh                                                                    | Nữ diễn viên xuất sắc nhất trong 100 phim truyền hình Trung Quốc | Giang Sơ Ảnh     | Đoạt giải | [ 3 ]   |
| 2015 | Hoa Đỉnh                                                                    | Gương mặt mới xuất sắc nhất                                      | Quan Hiểu Đồng   | Đề cử     | [ 4 ]   |
| 2015 | Hoa Đỉnh                                                                    | Nam diễn viên xuất sắc nhất                                      | Trương Gia Dịch  | Đề cử     | [ 4 ]   |
| 2015 | Bạch Ngọc Lan                                                               | Kịch bản xuất sắc nhất                                           | Trần Đồng        | Đề cử     | [ 5 ]   |
| 2015 | Bạch Ngọc Lan                                                               | Phim truyền hình xuất sắc nhất                                   | Nhất phó nhị chủ | Đề cử     | [ 5 ]   |
| 2015 | Bạch Ngọc Lan                                                               | Nữ diễn viên xuất sắc nhất                                       | Diêm Ni          | Đề cử     | [ 5 ]   |
| 2015 | Bạch Ngọc Lan                                                               | Nữ diễn viên phụ xuất sắc nhất                                   | Giang Sơ Ảnh     | Đề cử     | [ 5 ]   |
| 2015 | Ủy ban Đạo diễn Truyền hình Trung Quốc                                      | Phim truyền hình xuất sắc nhất                                   | Nhất phó Nhị chủ | Đề cử     |         |
| 2015 | Ủy ban Đạo diễn Truyền hình Trung Quốc                                      | Phim truyền hình ưu tú nhất                                      | Nhất phó Nhị chủ | Đoạt giải |         |
| 2015 | Ủy ban Đạo diễn Truyền hình Trung Quốc                                      | Nữ diễn viên phụ xuất sắc nhất                                   | Quan Hiểu Đồng   | Đoạt giải |         |
| 2015 | Ủy ban Đạo diễn Truyền hình Trung Quốc                                      | Nam diễn viên xuất sắc nhất                                      | Trương Gia Dịch  | Đoạt giải |         |
| 2015 | Diễn viên Trung Quốc                                                        | Nam diễn viên xuất sắc nhất - Bảng xanh nước biển                | Trương Gia Dịch  | Đề cử     |         |
| 2015 | Diễn viên Trung Quốc                                                        | Nam diễn viên xuất sắc nhất                                      | Trương Gia Dịch  | Đoạt giải |         |
| 2015 | Diễn viên Trung Quốc                                                        | Nữ diễn viên xuất sắc nhất - Bảng xanh nước biển                 | Diêm Ni          | Đoạt giải |         |
| 2015 | Diễn viên Trung Quốc                                                        | Nữ diễn viên xuất sắc nhất                                       | Diêm Ni          | Đoạt giải |         |
| 2014 | Liên hoan Phim Điện ảnh Và Truyền hình Hoành Điếm lần thứ 1 - Giải Văn Vinh | Nữ diễn viên phụ xuất sắc nhất                                   | Quan Hiểu Đồng   | Đoạt giải | [ 6 ]   |
| 2014 | Liên hoan Phim Điện ảnh Và Truyền hình Hoành Điếm lần thứ 1 - Giải Văn Vinh | Kịch bản xuất sắc nhất                                           | Trần Đồng        | Đoạt giải |         |
| 2014 | Liên hoan phim Trung - Mỹ                                                   | Nữ diễn viên xuất sắc nhất                                       | Diêm Ni          | Đoạt giải | [ 7 ]   |
| 2014 | Liên hoan phim Trung - Mỹ                                                   | Phim truyền hình ưu tú nhất                                      | Nhất phó nhị chủ | Đoạt giải |         |
| 2014 | Top 10 phim truyền hình Trung Quốc                                          | Phim truyền hình ưu tú nhất                                      | Nhất phó nhị chủ | Đoạt giải |         |
| 2014 | Quốc kịch thịnh điển                                                        | Nam diễn viên của năm                                            | Trương Gia Dịch  | Đoạt giải | [ 8 ]   |
| 2014 | Quốc kịch thịnh điển                                                        | Nữ diên viên mới được khán giả yêu thích                         | Quan Hiểu Đồng   | Đoạt giải | [ 8 ]   |
| 2014 | Quốc kịch thịnh điển                                                        | Nữ diên viên mới được khán giả yêu thích                         | Giang Sơ Ảnh     | Đề cử     |         |